# Guatteria candolleana
Guatteria candolleana Schltdl. – gatunek rośliny z rodziny flaszowcowatych (Annonaceae Juss.). Występuje endemicznie we wschodniej części Brazylii – w stanach Bahia, Espírito Santo, Minas Gerais, Rio de Janeiro. 

## Morfologia
PokrójZimozielone drzewo lub krzew dorastające do 6–20 m wysokości.
LiścieMają eliptyczny kształt. Mierzą 6–15 cm długości oraz 2,5–4,5 szerokości. Są prawie skórzaste, owłosione od spodu. Liść na brzegu jest całobrzegi. Wierzchołek jest tępy.
KwiatySą pojedyncze. Rozwijają się w kątach pędów. Mają 6 płatków o barwie od białej do zielonej. Mają około 200 słupków.
OwocePojedyncze. Mają elipsoidalny kształt. Osiągają 6 mm długości oraz 3 mm średnicy.

## Biologia i ekologia
Rośnie w lasach i zaroślach. Występuje na terenach nizinnych.